# Séki, mon voisin de classe
Séki, mon voisin de classe (となりの関くん, Tonari no Seki-kun) est un manga écrit et dessiné par Takuma Morishige. Il est prépublié depuis octobre 2010 dans le magazine Comic Flapper de l'éditeur Media Factory, et sept tomes sont sortis au 23 avril 2015. La version française est publiée par Akata depuis août 2015.
Une adaptation en anime par le studio Shin-Ei Animation est diffusée entre janvier et mai 2014 sur TV Tokyo au Japon et en simulcast sur Crunchyroll dans les pays francophones. Une adaptation en drama couplée avec le manga Rumi-chan no Jishô est diffusée depuis juillet 2015.

## Synopsis
On suit les nombreuses aventures de Seki Toshinari, un garçon qui s'ennuie fermement en classe et qui, pour y remédier, s'apporte des tas de jeux et de jouets plus délirants les uns que les autres et s'amuse avec, tout en adaptant les règles à sa façon. Yokoi Rumi, sa voisine de table, se retrouve toujours embarquée dans ses jeux abracadabrants bien malgré elle, ce qui lui vaut quelques soucis quant à son attention en classe. 

## Personnages
Rumi Yokoi (横井 るみ, Yokoi Rumi)
Voix japonaise : Kana Hanazawa
Rumi Yokoi est la narratrice de l'histoire. Elle serait une lycéenne studieuse si elle n'était pas assise à côté de Toshinari Séki. De par sa position, elle est souvent la seule à remarquer les activités peu orthodoxes de son voisin, ce qui a pour effet de monopoliser son attention, malgré les efforts qu'elle peut faire. Mais chaque fois qu'elle tente d'interrompre le jeu, d'en tirer avantage ou d'attirer l'attention des professeurs sur ce qui se passe, cela lui retombe dessus. Avec le temps, surveiller son voisin devient une obsession, même en dehors des cours. 
Toshinari Séki (関 俊成, Seki Toshinari)
Voix japonaise : Hiro Shimono
Toshinari Séki est un lycéen aussi habile qu'imaginatif, dont le principal objectif est de tuer le temps de n'importe quelle manière et avec n'importe quoi. Son pupitre se transforme régulièrement en une table d'expérimentation pour des jeux aussi loufoques qu'ingénieux. Passé maître dans l'art de tout faire disparaître en moins d'une seconde, il n'est presque jamais pris par ses professeurs. Il ne semble pas toujours comprendre pourquoi Yokoï se mêle de ses projets. Sa mère est une pâtissière très créative (on comprend d'où vient son talent) et il a une petite sœur appelée Jun à la maternelle. 
Sakurako Gotō (後藤 桜子, Gotō Sakurako)
Voix japonaise : Satomi Satō
Sakurako Goto est une amie de Yokoi. Elle est persuadée qu'elle et Séki sont amoureux. 
Tomoka Hashino (橋野 友香, Hashino Tomoka)
Voix japonaise : Kokoro Kikuchi
Tomoka Hashino est une élève de la classe qui porte des lunettes.
Akiyasu Uzawa (宇沢 明康, Uzawa Akiyasu)
Voix japonaise : Minoru Shiraishi
Akiyasu Uzawa est un élève qui se laisse facilement distraire et qui vient parfois semer la destruction dans les jeux de Séki.
Takahiro Maeda (前田 高広, Maeda Takahiro)
Voix japonaise : Shigeyuki Susaki
Takahiro Maeda est un élève assis juste devant Séki. De par sa carrure, il empêche malgré lui les professeurs de se rendre compte de ce que fait Séki.
Yū Nakama (仲間 由宇, Nakama Yū)
Voix japonaise : Mami Shitara
Yu Nakama est une camarade de classe et amie de Yokoï. 

## Manga
Le manga Séki, mon voisin de classe est écrit et dessiné par Takuma Morishige. Un one shot paraît en juillet 2010 dans le magazine Comic Flapper, avant le début d'une publication sous forme de série dans le même magazine en octobre. Le premier volume relié est publié par Media Factory le 23 avril 2011, et sept tomes sont commercialisés au 23 avril 2015. La version française est publiée par Akata à partir d'août 2015.

## Anime
L'adaptation en anime est annoncée en avril 2013. Celle-ci est réalisée au sein du studio Shin-Ei Animation par Yūji Mutoh. Elle est diffusée initialement du 5 janvier au 25 mai 2014 sur TV Tokyo au Japon et en simulcast sur Crunchyroll dans les pays francophones. La série comporte 21 épisodes au format court d'environ 10 minutes.

### Liste des épisodes
| No | Titre français        | Titre japonais | Titre japonais  | Date de 1re diffusion |
| No | Titre français        | Kanji          | Rōmaji          | Date de 1re diffusion |
| -- | --------------------- | -------------- | --------------- | --------------------- |
| 1  | Dominos               | ドミノ         | Domino          | 5 janvier 2014        |
| 2  | Shôgi                 | 将棋           | Shōgi           | 12 janvier 2014       |
| 3  | Polissage de table    | 机みがき       | Tsukue-migaki   | 19 janvier 2014       |
| 4  | Jeu de go             | 囲碁           | Igo             | 26 janvier 2014       |
| 5  | La gomme tampon       | 消しゴムはんこ | Keshigomu Hanko | 2 février 2014        |
| 6  | Exercice d’évacuation | 避難訓練       | Hinan Kunren    | 9 février 2014        |
| 7  | Transit de courrier   | 手紙まわし     | Tegami mawashi  | 9 février 2014        |
| 8  | Shôgi 2               | 将棋②          | Shōgi Ni        | 23 février 2014       |
| 9  | Tricot                | 編み物         | Amimono         | 2 mars 2014           |
| 10 | Golf                  | ゴルフ         | Gorufu          | 9 mars 2014           |
| 11 | Escalade              | 登山           | Tozan           | 16 mars 2014          |
| 12 | Voiture téléguidée    | ラジコン       | Rajikon         | 23 mars 2014          |
| 13 | Piscine               | プール         | Pūru            | 30 mars 2014          |
| 14 | Panier-repas          | お弁当         | Obentō          | 6 avril 2014          |
| 15 | Sumo de papier        | 紙ずもう       | Kamizumō        | 13 avril 2014         |
| 16 | Shôgi contre échecs   | 将棋vsチェス   | Shogi tai Chesu | 20 avril 2014         |
| 17 | L’homme sans visage   | 福笑い         | Fukuwarai       | 27 avril 2014         |
| 18 | Tours de magie        | 手品           | Tejina          | 4 mai 2014            |
| 19 | Lunettes              | 眼鏡           | Megane          | 11 mai 2014           |
| 20 | Folioscope            | パラパラ漫画   | Parapara Manga  | 18 mai 2014           |
| 21 | Inspection surprise   | 持ち物検査     | Mochimono Kensa | 25 mai 2014           |

## Réception
En 2012, le manga est nommé pour le prix Manga Taishō.